# Liste der Baudenkmäler in Ruhpolding

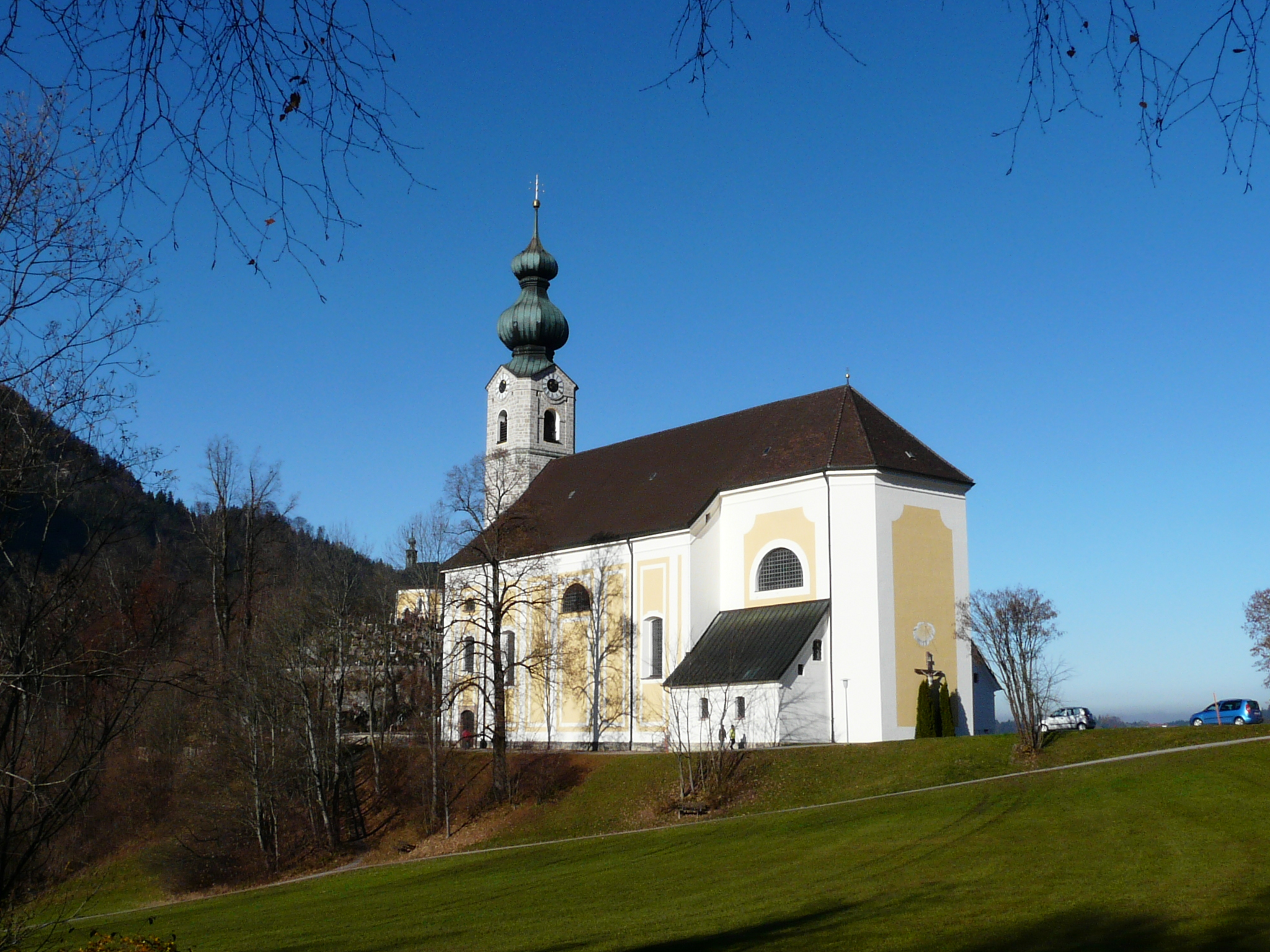
Pfarrkirche St. Georg in Ruhpolding

Auf dieser Seite sind die Baudenkmäler in der oberbayerischen Gemeinde Ruhpolding zusammengestellt. Diese Tabelle ist eine Teilliste der Liste der Baudenkmäler in Bayern. Grundlage ist die Bayerische Denkmalliste, die auf Basis des Bayerischen Denkmalschutzgesetzes vom 1. Oktober 1973 erstmals erstellt wurde und seither durch das Bayerische Landesamt für Denkmalpflege geführt wird. Die folgenden Angaben ersetzen nicht die rechtsverbindliche Auskunft der Denkmalschutzbehörde.

## Baudenkmäler nach Ortsteilen

### Ruhpolding
| Lage                                 | Objekt                            | Beschreibung | Akten-Nr.      | Bild                   |
| ------------------------------------ | --------------------------------- | --- | -------------- | ---------------------- |
| Bahnhofstraße 3 (Standort)           | Postamt                           | zweigeschossiger Walmdachbau im reduzierten Heimatstil, von Robert Vorhoelzer und Sigmund Schreiber, 1927 | D-1-89-140-1   | weitere Bilder         |
| Bahnhofstraße 8 (Standort)           | Bahnhofsgebäude                   | als Endstation der Lokalbahn Traunstein–Ruhpolding um 1895 erbaut; Empfangsgebäude zweigeschossig mit Krüppelwalmdach, Fassaden in Tuffsteinmauerwerk mit Backsteingliederungen, angeschlossen Güterschuppen Die Stadtgemeinde hat das Bahnhofsgebäude im 21. Jahrhundert gekauft und unter anderem in einem gläsernen Verbindungsbau zwischen dem Güterschuppen und dem Bahnhofsgebäude ihre Stadtinformation eingerichtet. | D-1-89-140-149 | weitere Bilder         |
| Hauptstraße 33 (Standort)            | Bauernhaus                        | Mittertennbau, Wohnteil massiv mit alten Fenstern, Balusterlauben, reicher Fassadenmalerei und bemalten Pfettenköpfen, am Rundbogenportal und an der Firstpfette bezeichnet mit dem Jahr 1766 | D-1-89-140-3   | Bauernhaus             |
| Hauptstraße 34 (Standort)            | Bauernhaus                        | Bauernhaus mit reicher, erneuerter Fassadenmalerei, Rundbogenportal bezeichnet mit dem Jahr 1729, Dach aufgesteilt 1958 | D-1-89-140-4   | weitere Bilder         |
| Hauptstraße 35 (Standort)            | Gasthof Zur Post                  | stattlicher Bau mit Halbwalmdach von 1835, im Kern 17./18. Jahrhundert | D-1-89-140-5   | weitere Bilder         |
| Hauptstraße 37 (Standort)            | Ehemaliges Bauernhaus             | verputzter Massivbau, am Rundbogenportal und daneben bezeichnet mit dem Jahr 1775 | D-1-89-140-6   | weitere Bilder         |
| Hauptstraße 44 (Standort)            | Ehemaliges Bauernhaus             | jetzt Apotheke, verputzter Massivbau, im Kern von 1790, reiche Fassadenmalereien bezeichnet mit dem Jahr 1925 | D-1-89-140-7   | weitere Bilder         |
| Hauptstraße 54 (Standort)            | Landhaus                          | jetzt Wohn- und Geschäftshaus, mit Zwerchgiebel, Putzgliederung und Balkonen, erbaut 1897, im Inneren um 1993/94 modernisiert | D-1-89-140-8   | weitere Bilder         |
| Hauptstraße 70 (Standort)            | Johann-Nepomuk-Kapelle            | 18. Jahrhundert; mit Ausstattung; an der Johannisbrücke | D-1-89-140-9   | Johann-Nepomuk-Kapelle |
| Kirchberggasse 10 (Standort)         | Katholische Pfarrkirche St. Georg | stattlicher zentralisierender Saalbau mit eingezogenem Altarraum, von Johann Baptist Gunetzrhainer, 1738–58; mit Ausstattung | D-1-89-140-10  | weitere Bilder         |
| Nähe Gunezrhainerweg (Standort)      | Bildstock                         | großer Rotmarmor-Pfeiler mit seltener Ornamentierung, wohl 16. Jahrhundert | D-1-89-140-17  | weitere Bilder         |
| Nähe Gunezrhainerweg (Standort)      | Bildstock                         | Rotmarmor-Bildstock, wohl 19. Jahrhundert | D-1-89-140-2   | Bildstock              |
| Nähe Kirchberggasse (Standort)       | Gruft                             | Gruftkapelle der Familie Zeller, zweites Viertel 19. Jahrhundert | D-1-89-140-12  | Gruft                  |
| Nähe Kirchberggasse (Standort)       | Katholische Friedhofskapelle      | jetzt Gruftkapelle, 1758 erbaut; mit Ausstattung | D-1-89-140-11  | weitere Bilder         |
| Nähe Kirchberggasse (Standort)       | Alter Friedhof                    | Alter Friedhof mit schmiedeeisernen Grabkreuzen des 18./19. Jahrhunderts und Ummauerung von 1776 | D-1-89-140-15  | weitere Bilder         |
| Nähe Kirchberggasse (Standort)       | Marienfigur                       | Barocke Marienfigur in hölzernem Gehäuse, bezeichnet mit dem Jahr 1932; an einer Linde nördlich der Pfarrkirche | D-1-89-140-16  | Marienfigur            |
| Nähe Kirchberggasse (Standort)       | Kriegergedächtniskapelle          | 1920–23; mit Ausstattung | D-1-89-140-13  | weitere Bilder         |
| Nähe Kirchberggasse (Standort)       | Steinkreuze                       | Drei Steinkreuze aus Rotmarmor, 16./17. Jahrhundert; vor der Friedhofskapelle und neben der Pfarrkirche | D-1-89-140-14  | Steinkreuze            |
| Rathausplatz 1 (Standort)            | Rathaus                           | zweigeschossiger Massivbau mit Blockbaugiebel und Hochlauben, im Heimatstil erbaut 1922, reiche Fassadenmalerei bezeichnet mit dem Jahr 1925 | D-1-89-140-18  | weitere Bilder         |
| Rathausplatz 2 (Standort)            | Altes Schulhaus                   | jetzt Haus des Gastes, mit Rotmarmorportal und Halbwalmdach, laut Inschrifttafel erbaut 1821 | D-1-89-140-19  | weitere Bilder         |
| Roman-Friesinger-Straße 1 (Standort) | Altes Pfarrhaus                   | jetzt Museum für sakrale und bäuerliche Kunst, zweigeschossiger verputzter Massivbau mit Flachsatteldach, erbaut 1813 | D-1-89-140-20  | Altes Pfarrhaus        |
| Schloßstraße 2 (Standort)            | Jagdschloss Ruhpolding            | Ehemaliges herzogliches Jagdschloss mit Hauskapelle, jetzt Heimatmuseum, für Herzog Wilhelm V. von Martin Raffler erbaut, 1587, quer angeschlossener Kapellenbau 1656 verändert, Hauptbau neugotisch überarbeitet; mit Ausstattung | D-1-89-140-21  | weitere Bilder         |
| Wiesenstraße 7 (Standort)            | Wohnhaus                          | Kleinhaus mit profilierten Balkenköpfen, an der Firstpfette bezeichnet mit dem Jahr 1752 | D-1-89-140-25  | Wohnhaus               |
| Wiesenstraße 8 (Standort)            | Bauernhaus                        | Stattliches Bauernhaus mit Balusterlauben und reicher Fassadenmalerei (restauriert), mehrfach bezeichnet mit dem Jahr 1792; zugehörig Backhäusl mit scharschindelgedecktem Halbwalmdach und vorgesetztem Brunnen, um 1820/1840. Die Gebäude werden in den 2010er Jahren als Schwabenbauernhof & Landhaus vermarktet, mit Fahrradhäuschen, Kelleralm und anderen Freizeitangeboten.                                           | D-1-89-140-26  | Bauernhaus             |

### Bacherwinkl
| Lage                     | Objekt           | Beschreibung | Akten-Nr.      | Bild |
| ------------------------ | ---------------- | --- | -------------- | ---- |
| Bacherwinkl 2 (Standort) | Bauernhaus       | Kleinbauernhaus mit Blockbau-Obergeschoss, über der Laubentür bezeichnet mit dem Jahr 1736                                                                    | D-1-89-140-27  | BW   |
| Bacherwinkl 5 (Standort) | Bauernhaus       | Bauernhaus mit Blockbau-Obergeschoss, breiter Giebel- und kurzer Hochlaube, zweite Hälfte 18. Jahrhundert, Dach erneuert                                      | D-1-89-140-28  | BW   |
| Bacherwinkl 6 (Standort) | Forstdiensthütte | stattlicher Bau mit Blockbau-Obergeschoss, an der Firstpfette und an einer Laubenstutze bezeichnet mit dem Jahr 1928                                          | D-1-89-140-150 | BW   |
| Bacherwinkl 8 (Standort) | Bauernhaus       | Bauernhaus mit Blockbau-Obergeschoss und reich bemalten Pfettenköpfen, an der Firstpfette bezeichnet mit dem Jahr 1765, Türstock bezeichnet mit dem Jahr 1848 | D-1-89-140-29  | BW   |

### Brand
| Lage                                      | Objekt                                                     | Beschreibung | Akten-Nr.      | Bild       |
| ----------------------------------------- | ---------------------------------------------------------- | --- | -------------- | ---------- |
| Brand 3 (Standort)                        | Bauernhaus                                                 | mit Blockbau-Obergeschoss und Lauben, Rundbogenportal bezeichnet mit dem Jahr 1739 | D-1-89-140-38  | BW         |
| Brand 4 (Standort)                        | Bauernhaus                                                 | Bauernhaus mit Blockbau-Obergeschoss, Rundbogenportal bezeichnet mit dem Jahr 1653, Dachaufbau neu | D-1-89-140-39  | Bauernhaus |
| Brand 9 (Standort)                        | Bauernhaus                                                 | Bauernhaus mit Blockbau-Obergeschoss, 18. Jahrhundert, Dach später aufgesteilt | D-1-89-140-42  | BW         |
| Brand 12 (Standort)                       | Gasthaus                                                   | großer Bau mit Balusterlauben und bemalten Pfettenköpfen, Firstpfette bezeichnet mit dem Jahr 1790, Rotmarmorportal und zwei weitere Türgerüste bezeichnet mit dem Jahr 1792                                                                                         | D-1-89-140-43  | BW         |
| Brand 12 (Standort)                       | Sogenannte Brander-Kapelle                                 | erbaut 1825; mit Ausstattung | D-1-89-140-47  | BW         |
| Brand 16 (Standort)                       | Bauernhaus                                                 | Kleinbauernhaus mit Blockbau-Obergeschoss und bemalten Pfettenköpfen, zweite Hälfte 18. Jahrhundert | D-1-89-140-45  | Bauernhaus |
| Brand 17 (Standort)                       | Bauernhaus                                                 | verputzter Massivbau mit bemalten Pfettenköpfen, rundbogiger Eichentürstock bezeichnet mit dem Jahr 1785; zugehörig verbretterter Stadel, 18./19. Jahrhundert, und Brechelbad, 18./19. Jahrhundert                                                                   | D-1-89-140-46  | BW         |
| Brand 19 (Standort)                       | Ehem. Futterstall, sog. Nesselauer Mähder oder Winterkaser | kleine Einfirstanlage, teils Rundholzblockbau, Wohnteil zweigeschossig mit Flachsatteldach, um 1800, Um- und Ausbau zum Wohnhaus mit Loggia, an Firstpfette bez. 1921                                                                                                | D-1-89-140-169 | BW         |
| Untere Nesselauer Mähder (Standort)       | Ehem. Futterstall, sog. Butzenreuth-Kaser                  | östlichster Kaser der drei Untereren Nesselauer Mähder, Einfirstanlage mit Flachsatteldach, Wohnteil aus verputztem Bruchsteinmauerwerk und holzverschaltem Kniestock, mit gewölbter Rauchküche, Wirtschaftsteil holzverschalter, offener Rundholzblockbau, um 1800. | D-1-89-140-171 | BW         |
| Urschlauer Auen; Vorderbrand 5 (Standort) | Forstwerkstatt                                             | eingeschossiger Holzständerbau mit Schnitzdekor, über dem Eingang bezeichnet mit dem Jahr 1947. | D-1-89-140-151 | BW         |
| Vorderbrand 7 (Standort)                  | Sägewerk                                                   | Sogenannte Hörndlsäge im Märchenpark, im Kern um 1700, sonst nach Renovierung 1970; mit technischer Ausstattung und Wasserrad | D-1-89-140-48  | Sägewerk   |

### Niedervachenau
| Lage                             | Objekt                | Beschreibung | Akten-Nr.     | Bild |
| -------------------------------- | --------------------- | --- | ------------- | ---- |
| Seehauser Straße 21 (Standort)   | Bauernhaus            | Wohnteil des ehemaligen Bauernhauses, an der Firstpfette bezeichnet mit dem Jahr 1785 | D-1-89-140-96 | BW   |
| Seehauser Straße 22 (Standort)   | Bauernhaus            | Bauernhaus mit Blockbau-Obergeschoss, umlaufender Laube und Hochlaube, Erdgeschoss mit reicher Fassadenmalerei, Rotmarmorportal bezeichnet mit dem Jahr 1761; Zuhaus, zweigeschossiger verputzter Massivbau, an einer Pfette bezeichnet mit dem Jahr 1863; Hofkreuz, Corpus 18. Jahrhundert, Kopf erneuert, Gehäuse 19. Jahrhundert | D-1-89-140-97 | BW   |
| Seehauser Straße 22 a (Standort) | Hofkapelle            | sogenannte Simandlkapelle, barockisierender Bau mit Scharschindeldach und Glockentürmchen, erbaut 1921 | D-1-89-140-98 | BW   |
| Seehauser Straße 25 (Standort)   | Ehemaliges Bauernhaus | Rundbogenportal bezeichnet mit dem Jahr 1691, stark übergangene Wandmalereien bezeichnet mit dem Jahr 1837; Blockbau über Erdgeschoss um 1990/91 erneuert | D-1-89-140-99 | BW   |

### Oberhausen
| Lage                    | Objekt               | Beschreibung | Akten-Nr.     | Bild |
| ----------------------- | -------------------- | --- | ------------- | ---- |
| Froschsee 18 (Standort) | Bauernhaus           | Bauernhaus mit Blockbau-Obergeschoss und bemalten Pfettenköpfen, bezeichnet mit dem Jahr 1805, umlaufende Laube und kurze Hochlaube mit reich ausgesägten Bretterbrüstungen; zugehörig Zuhäusl, verputzter Massivbau mit Legschindeldach, Firstpfette bezeichnet mit dem Jahr 1823 | D-1-89-140-59 | BW   |
| Froschsee 21 (Standort) | Anbau zum Bauernhaus | Zuhaus zu Nr. 20, kleiner Mittertennbau mit profilierten Pfettenköpfen, Giebel- und Hochlaube, an der Firstpfette bezeichnet mit dem Jahr 1840 | D-1-89-140-63 | BW   |
| Seefeld (Standort)      | Kapelle              | Kapelle mit Zeltdach, 18./19. Jahrhundert; mit Ausstattung; bei Froschseestraße 20 | D-1-89-140-60 | BW   |
| Seefeld (Standort)      | Bildstock            | wohl 18. Jahrhundert; bei Froschseestraße 18 | D-1-89-140-62 | BW   |

### Sankt Valentin
| Lage                                  | Objekt                                | Beschreibung | Akten-Nr.      | Bild |
| ------------------------------------- | ------------------------------------- | --- | -------------- | ---- |
| Hadermarkt (Standort)                 | Bildstock                             | Bildstock mit Laterne und Tonrelief, erste Hälfte 17. Jahrhundert; an der Straße südlich der Brücke | D-1-89-140-107 | BW   |
| Hadermarkt 5; Hadermarkt 6 (Standort) | zwei Bauernhäuser                     | Doppelanwesen aus zwei Kleinbauernhäusern unter gemeinsamem Flachsatteldach, mit Blockbau-Obergeschoss, angeblich von 1670 | D-1-89-140-105 | BW   |
| Sankt Valentin 10 (Standort)          | Bauernhaus                            | Kleinbauernhaus mit Blockbau-Obergeschoss und bemalten Fasen, Firstpfette bezeichnet mit dem Jahr 1706 | D-1-89-140-108 | BW   |
| Sankt Valentin 14 (Standort)          | Katholische Filialkirche St. Valentin | Langhaus 14. Jahrhundert mit älterer Substanz, Chor um 1450, wohl zeitgleich Westturm angebaut; mit Ausstattung; Kirchhofsmauer aus Bruchstein, mit Deckplatten aus Rotmarmor, 17./18. Jahrhundert; zwei Steinkreuze mit eingeritzter Axt und Beilen, wohl 16. Jahrhundert | D-1-89-140-109 | BW   |
| Sankt Valentin 16 (Standort)          | Bauernhaus (Mesnerhaus)               | Ehemaliges Kleinbauernhaus, verputzter Massivbau mit reich bemalten Pfettenköpfen, bezeichnet mit dem Jahr 1765 | D-1-89-140-110 | BW   |

### Vordermiesenbach
| Lage                           | Objekt          | Beschreibung | Akten-Nr.      | Bild |
| ------------------------------ | --------------- | --- | -------------- | ---- |
| Vordermiesenbach 1 (Standort)  | Bauernhaus      | mit verputztem Blockbau-Obergeschoss, an der Firstpfette bezeichnet mit dem Jahr 1783                                                                  | D-1-89-140-123 | BW   |
| Vordermiesenbach 2 (Standort)  | Kleinbauernhaus | ehemaliges Zuhaus, mit bemalten Pfettenköpfen, Firstpfette bezeichnet mit dem Jahr 1776                                                                | D-1-89-140-124 | BW   |
| Vordermiesenbach 13 (Standort) | Bauernhaus      | Bauernhaus mit Blockbau-Obergeschoss, angeblich erbaut 1780                                                                                            | D-1-89-140-125 | BW   |
| Vordermiesenbach 14 (Standort) | Bauernhaus      | Bauernhaus mit Blockbau-Obergeschoss und bemalten Pfettenköpfen, bezeichnet mit dem Jahr 1755; zugehörig Backhäusl und Brechelbad, 18./19. Jahrhundert | D-1-89-140-126 | BW   |
| Vordermiesenbach 16 (Standort) | Bauernhaus      | Ehemaliges Bauernhaus mit Blockbau-Obergeschoss und reich bemalten Pfettenköpfen, über der Haustür bezeichnet mit dem Jahr 1764                        | D-1-89-140-127 | BW   |

### Waich
| Lage                   | Objekt                     | Beschreibung | Akten-Nr.      | Bild |
| ---------------------- | -------------------------- | --- | -------------- | ---- |
| Waich 5 (Standort)     | Ehemaliges Kleinbauernhaus | mit bemalten Pfettenköpfen, Firstpfette bezeichnet mit dem Jahr 1754; zugehörig kleiner Stadel, verbretterter Ständerbau über Bruchstein-Erdgeschoss, 18. Jahrhundert | D-1-89-140-128 | BW   |
| Waich 10 (Standort)    | Bildstock                  | Rotmarmor-Bildstock, spätgotische Formen, wohl erste Hälfte 16. Jahrhundert                                                                                           | D-1-89-140-131 | BW   |
| Waich 10 (Standort)    | Bauernhaus: Portal         | Rotmarmorportal am Bauernhaus, bezeichnet mit dem Jahr 1729; Zuhaus, eineinhalbgeschossig mit kleiner Giebellaube, an der Firstpfette bezeichnet mit dem Jahr 1758    | D-1-89-140-130 | BW   |
| Waicher Alm (Standort) | Forstdiensthütte           | gemauertes Erdgeschoss mit Blockbau-Obergeschoss, umlaufender Laube und Außenaufgang, um 1920/1930; an der Rückseite Holzrelief von Georg Hinterseer, etwa zeitgleich | D-1-89-140-158 | BW   |
| Waicher Alm (Standort) | Waicher Maisalm            | gemauert mit Blockbaugiebel, an der Firstpfette bezeichnet mit dem Jahr 1829                                                                                          | D-1-89-140-159 | BW   |

### Wasen
| Lage                | Objekt          | Beschreibung | Akten-Nr.      | Bild |
| ------------------- | --------------- | --- | -------------- | ---- |
| Wasen 19 (Standort) | Bauernhaus      | Bauernhaus mit Blockbau-Obergeschoss und bemalten Pfettenköpfen, an der Firstpfette bezeichnet mit dem Jahr 1764                      | D-1-89-140-134 | BW   |
| Wasen 24 (Standort) | Kleinbauernhaus | im Kern 1722, mit zwei reich bemalten Türen (Fletz- und Laubentür) um 1820/1840                                                       | D-1-89-140-135 | BW   |
| Wasen 30 (Standort) | Bauernhaus      | zweieinhalbgeschossiger verputzter Massivbau, Haustür bezeichnet mit dem Jahr 1870, Firstpfette bezeichnet mit dem Jahr 1886          | D-1-89-140-136 | BW   |
| Wasen 31 (Standort) | Bauernhaus      | Bauernhaus mit Blockbau-Obergeschoss, Rotmarmorportal bezeichnet mit dem Jahr 1727, bemalte Pfettenköpfe bezeichnet mit dem Jahr 1731 | D-1-89-140-137 | BW   |

### Zell
| Lage                          | Objekt                     | Beschreibung | Akten-Nr.      | Bild |
| ----------------------------- | -------------------------- | --- | -------------- | ---- |
| Nähe Zeller Straße (Standort) | Bildstock                  | Im Garten Rotmarmorbildstock, wohl 18. Jahrhundert                                                                                                | D-1-89-140-142 | BW   |
| Zell 1 (Standort)             | Ehemaliges Gasthaus        | zweigeschossiger Bau mit Halbwalmdach und Eingangsvorbau auf Rotmarmorsäulen, Portal bezeichnet mit dem Jahr 1757                                 | D-1-89-140-143 | BW   |
| Zell 37 (Standort)            | Sogenannte Häusler-Kapelle | Putzbau mit vorkragendem Walmdach, 18./19. Jahrhundert; mit Ausstattung                                                                           | D-1-89-140-145 | BW   |
| Zell 39 (Standort)            | Scheune                    | Zugehörig stattlicher Stallstadel mit bemalten Pfettenköpfen und alter Schalung über Bruchsteinunterbau, Firstpfette bezeichnet mit dem Jahr 1795 | D-1-89-140-144 | BW   |

### Weitere Ortsteile
| Lage                                            | Objekt                                     | Beschreibung | Akten-Nr.      | Bild                |
| ----------------------------------------------- | ------------------------------------------ | --- | -------------- | ------------------- |
| Bärngschwendt 1 (Standort)                      | Scheune                                    | Getreidekasten, im Obergeschoss des Nebengebäudes, bezeichnet mit dem Jahr 1765 | D-1-89-140-31  | BW                  |
| Bärngschwendt 2 (Standort)                      | Bauernhaus                                 | Kleinbauernhaus mit Blockbau-Obergeschoss, Steinportal bezeichnet mit dem Jahr 1620, Firstpfette bezeichnet mit dem Jahr 1721 | D-1-89-140-32  | BW                  |
| Bärngschwendt 6 (Standort)                      | Totenbretter am neuen Stadel               | zum Teil zweite Hälfte 19. Jahrhundert | D-1-89-140-33  | BW                  |
| Bibelöd 4 (Standort)                            | Bauernhaus                                 | verputzter Massivbau mit erneuerter Bemalung, Firstpfette bezeichnet mit dem Jahr 1740, Rotmarmorportal bezeichnet mit dem Jahr 1750 | D-1-89-140-34  | BW                  |
| Blicken 4 (Standort)                            | Bauernhaus                                 | verputzter Massivbau mit Balusterlauben, Laubentürstock bezeichnet mit dem Jahr 1758, Rotmarmorportal bezeichnet mit dem Jahr 1797 | D-1-89-140-35  | BW                  |
| Brandler 1 (Standort)                           | Bauernhaus                                 | verputzter Massivbau mit bemalten Pfettenköpfen, erneuerter Giebel- und alter Hochlaube, am Rotmarmor-Türstock und an der Firstpfette bezeichnet mit dem Jahr 1771 | D-1-89-140-49  | BW                  |
| Brendlberg 1 (Standort)                         | Kleinbauernhaus                            | Mittertennbau, Wohnteil massiv mit Giebellaube und erneuerter Bemalung, 18. Jahrhundert | D-1-89-140-50  | BW                  |
| Brendlberg 2 (Standort)                         | Ehemaliges Bauernhaus                      | verputzter Massivbau mit profilierten Pfettenköpfen, Laubentür bezeichnet mit dem Jahr 1716, Portal bezeichnet mit dem Jahr 1753 | D-1-89-140-51  | BW                  |
| Buchschachen, Von-Hertling-Straße 12 (Standort) | Wohnteil des Bauernhauses                  | mit Blockbau-Obergeschoss und bemalten Pfettenköpfen, Rotmarmorportal bezeichnet mit dem Jahr 1763 | D-1-89-140-52  | BW                  |
| Buchschachen, Von-Hertling-Straße 15 (Standort) | Bauernhaus                                 | Bauernhaus mit Blockbau-Obergeschoss und bemalten Pfettenköpfen, Firstpfette bezeichnet mit dem Jahr 1736 | D-1-89-140-53  | Bauernhaus          |
| Egg 2 (Standort)                                | Bauernhaus                                 | Bauernhaus mit Blockbau-Obergeschoss und bemalten Pfettenköpfen, Firstpfette und Rotmarmorportal bezeichnet mit dem Jahr 1798 | D-1-89-140-54  | BW                  |
| Endsee, Froschsee 22 (Standort)                 | Hofkapelle                                 | mit Zeltdach, 18./19. Jahrhundert; mit Ausstattung | D-1-89-140-64  | BW                  |
| Fuchsau 6 (Standort)                            | Bauernhaus                                 | zweigeschossiger Massivbau mit Kniestock und Brettbalusterlauben, Rotmarmorportal bezeichnet mit dem Jahr 1812 | D-1-89-140-68  | BW                  |
| Fuchsau (Standort)                              | Kapelle                                    | mit eingangsseitig vorgezogenem Walmdach, 18./19. Jahrhundert; mit Ausstattung | D-1-89-140-69  | BW                  |
| Gnaig 1 (Standort)                              | Landsitz                                   | ehemaliges Haus Schmucker, locker gruppierte Villenanlage in Synthese aus modernem und traditionsgebundenem Bauen; Wohnhaus, in geschwungenem Bogen breit gelagerter Baukörper mit ineinanderfließenden Räumen, Treppen und Balkon unter ausladendem Schindeldach; angefügt schmaler Querflügel mit vorgelagertem Brunnenhof und Garagenhaus; zugeordnet Dienstbotenhaus neben der Einfahrt; von Lois Welzenbacher, erbaut 1938/39 | D-1-89-140-152 | BW                  |
| Gnaig 3 (Standort)                              | Bauernhaus                                 | Ehemaliges Bauernhaus mit Blockbau-Obergeschoss und reich bemalten Pfettenköpfen, an Portal und Firstpfette bezeichnet mit dem Jahr 1802, Dach und Lauben in alter Form erneuert | D-1-89-140-70  | BW                  |
| Grashofstraße 14 (Standort)                     | Bauernhaus                                 | Ehemaliges Bauernhaus mit Blockbau-Obergeschoss, Firstpfette bezeichnet mit dem Jahr 1624, Portal bezeichnet mit dem Jahr 1692 | D-1-89-140-71  | BW                  |
| Grashofstraße 19 (Standort)                     | Mühlengebäude                              | Ehemalige Mühle, jetzt Gästehaus, stattlicher Bau mit Salzburger Schopfwalmdach und drei Wandfresken, paarig angeordnete Rotmarmorportale bezeichnet mit dem Jahr 1797, am Obergeschoss bezeichnet mit dem Jahr 1800, Dachglockenständer bezeichnet mit dem Jahr 1882 | D-1-89-140-72  | BW                  |
| Gruttau 2 (Standort)                            | Bauernhaus                                 | Bauernhaus mit Blockbau-Obergeschoss und bemalten Pfettenköpfen, Firstpfette bezeichnet mit dem Jahr 1746, hölzernes Türgewände bezeichnet mit dem Jahr 1748. | D-1-89-140-73  | BW                  |
| Gruttau 3 (Standort)                            | Bauernhaus                                 | Bauernhaus mit Blockbau-Obergeschoss und bemalten Pfettenköpfen, zweite Hälfte 18. Jahrhundert | D-1-89-140-74  | BW                  |
| Gstatt 1 (Standort)                             | Bauernhaus                                 | Bauernhaus mit verputztem Blockbau-Obergeschoss, am Rotmarmorportal bezeichnet mit dem Jahr 1767, Dach später erhöht | D-1-89-140-75  | BW                  |
| Gstatt 2 (Standort)                             | Anbau zum Bauernhaus                       | Zuhaus zu Nr. 1, unverputzter Bruchsteinbau mit Außentreppe, um 1900 | D-1-89-140-76  | BW                  |
| Guglberg 1 (Standort)                           | Bauernhaus                                 | Bauernhaus mit Rundbogenportal und Balusterlauben, an der Firstpfette bezeichnet mit dem Jahr 1791 | D-1-89-140-80  | BW                  |
| Guglberg 2 (Standort)                           | Anbau zum Bauernhaus                       | Zuhaus zu Nr. 1, Obergeschoss in Blockbau mit bemalten Pfettenköpfen, erste Hälfte 18. Jahrhundert. | D-1-89-140-81  | BW                  |
| Haaralm (Standort)                              | Haaralm                                    | Von ehemals neun Kasern bauzeitlich erhalten (Reihenfolge von Westen nach Osten): Gemauerter Kaser (Bauer im Winkl) mit scharschindelgedecktem Steildach, an der Firstpfette bezeichnet mit dem Jahr 1825; Blockbaukaser (Ramsler), Ende 18. Jahrhundert; gemauerter Kaser (Blickner), mit Blockbau-Kniestock und -giebel, bezeichnet mit dem Jahr 1807; gemauerter Kaser (Staller, vormals Wieser), mit Blockbau-Kniestock und -giebel, an der Firstpfette bezeichnet mit dem Jahr 1790; Blockbaukaser (Almbauer), bezeichnet mit dem Jahr 1766; Blockbaukaser (Sulzner), bezeichnet mit dem Jahr 1775; östlich des letzteren Kaserfundamente; südwestlich Klaubsteinmauer | D-1-89-140-148 | BW                  |
| Haaralm (Standort)                              | Jagdhaus                                   | Sogenannte Siemens-Jagdhütte, zweigeschossiger überkämmter Blockbau mit giebelseitiger verbretterter Laube, bezeichnet mit dem Jahr 1910; südöstlich unterhalb der Kasergruppe | D-1-89-140-155 | BW                  |
| Hallweg, Froschsee 6 (Standort)                 | Bauernhaus                                 | zweigeschossiger Massivbau mit breiter Hochlaube und reich bemalten Pfettenköpfen, Tür und Firstpfette bezeichnet mit dem Jahr 1831; zugehörig große Hofkapelle, 18./19. Jahrhundert | D-1-89-140-56  | Bauernhaus          |
| Haßlberg 6 (Standort)                           | Wohnhaus                                   | Wohnhaus des Schmiedeanwesens, mit Blockbau-Obergeschoss, an der Firstpfette bezeichnet mit dem Jahr 1751 | D-1-89-140-82  | BW                  |
| Haßlberg (Standort)                             | Glockenschmiede                            | Erste urkundliche Erwähnungen 1646; die Schmiede produzierte überwiegend Werkzeuge und Viehglocken. Zum Schmieden kamen drei Schwanzhämmer zum Einsatz, die von einem oberschlächtigen Wasserrad angetrieben wurden. Das Schmiedefeuer wurde in zwei Essen erzeugt, die vordere Esse trägt die Jahreszahl 1829. Die Haupt- und Nebengebäude stammen überwiegend aus dem ersten Drittel des 18. Jahrhunderts und befinden sich im Brander Tal am Thoraubach. Nach Stilllegung des Schmiedewerks in den 1950er Jahren wurde daraus ein Technisches Museum, das von der Familie des Schmiedemeisters betreut wird.                                                             | D-1-89-140-83  | weitere Bilder      |
| Hinterpoint 1 (Standort)                        | Bauernhaus                                 | Zweigeschossiger Massivbau mit Kniestock und verzierten Pfettenköpfen, Firstpfette bezeichnet mit dem Jahr 1849, Türgerüst 1828; zugehörig stattlicher Flachsatteldach-Stadel, erste Hälfte 19. Jahrhundert; Brechelbad, 18./19. Jahrhundert | D-1-89-140-84  | BW                  |
| Hocherb 1 (Standort)                            | Almhaus, Hocherbalm                        | Großes Almgebäude mit Blockbau-Obergeschoss und Salzburger Halbwalmdach, an der Firstpfette bezeichnet mit dem Jahr 1875 (?), Kernbau angeblich von 1624 | D-1-89-140-30  | Almhaus, Hocherbalm |
| Kaitlalm (Standort)                             | Kaitlalm                                   | Firstgeteilter Doppelkaser, überkämmter Blockbau, wohl 17. Jahrhundert | D-1-89-140-157 | BW                  |
| Labenbach, Froschsee 7 (Standort)               | Bauernhaus                                 | Stattliches Ehemaliges Bauernhaus, mit Blockbau-Obergeschoss und bemalten Pfettenköpfen, Firstpfette bezeichnet mit dem Jahr 1763; zugehörig ehemaliges Brechelbad mit Legschindeldach, 18./19. Jahrhundert | D-1-89-140-57  | BW                  |
| Längauer Alm (Standort)                         | Kaser der Längauer Alm                     | Hansenbauer-Kaser, Blockbau mit Malschrot, giebelseitig zwei Türen, wohl 17. Jahrhundert | D-1-89-140-166 | BW                  |
| Längauer Alm (Standort)                         | Jagdhaus                                   | Jagdhaus der Familie von Werner von Siemens, über gemauertem Erdgeschoss mit Fassadenmalerei eineinhalbgeschossiger Blockbau, an der Firstpfette bezeichnet mit dem Jahr 1911; zugehöriges Verwalterhaus mit Blockbau-Obergeschoss und Außentreppe, an der Firstpfette bezeichnet mit dem Jahr 1911 | D-1-89-140-167 | BW                  |
| Laubau, Durlach (Standort)                      | Steinkreuz                                 | Steinkreuz in den Mösern, bezeichnet mit dem Jahr 1664; etwa 900 m westlich der Unternberg-Alm | D-1-89-140-88  | BW                  |
| Laubauer Maisalm (Standort)                     | Laubauer Maisalm                           | Kaser der Laubauer Maisalm, eingeschossiger massiver Satteldachbau mit verbrettertem Giebel, Mitte 19. Jahrhundert | D-1-89-140-87  | BW                  |
| Sackgrabenalm (Standort)                        | Sackgrabenalm                              | Stadlerkaser, gemauert mit Blockbaugiebel, an der Firstpfette bezeichnet mit dem Jahr 1758 | D-1-89-140-160 | BW                  |
| Lödenalm (Standort)                             | Lödenalm                                   | Lödenalm. Einheitliche Niederalm mit fünf Kasern des späten 18. Jahrhunderts (Reihenfolge von Westen, aus Richtung See): Stadler-Kaser, gemauert mit Blockbaugiebel, an der Firstpfette bezeichnet mit dem Jahr 1775; Schmied- und Häusler-Kaser, gemauerter Doppelkaser, nördlicher Teil an der Firstpfette bezeichnet mit dem Jahr 1779; Simandl-Kaser, gemauert mit Blockbaugiebel, Ende 18. Jahrhundert; Brandstätter-Kaser, gemauert mit Blockbaugiebel, an der Firstpfette bezeichnet mit dem Jahr 1775 | D-1-89-140-168 | weitere Bilder      |
| Lohen 16 (Standort)                             | Bauernhaus                                 | verputzter Massivbau, zweite Hälfte 18. Jahrhundert; Zuhaus, wohl erste Hälfte 19. Jahrhundert | D-1-89-140-89  | BW                  |
| Mitterwegen 1 (Standort)                        | Bauernhaus: Wohnteil                       | Wohnteil des ehemaligen Bauernhauses, verputzter Massivbau mit bemalten Pfettenköpfen, Firstpfette bezeichnet mit dem Jahr 1787 | D-1-89-140-90  | BW                  |
| Mühlwinkl, Brander Straße 23 (Standort)         | Bauernhaus                                 | Jetzt Gasthaus „Windbeutelgräfin“, mit reicher figürlicher Fassadenmalerei und bemalten Pfettenköpfen, Firstpfette bezeichnet mit dem Jahr 1729, Fletzportale in Rotmarmor, das untere bezeichnet mit dem Jahr 1728; zugehörig ehemaliges Brechelbad, 18. Jahrhundert | D-1-89-140-91  | BW                  |
| Mühlwinkl, Nähe Brander Straße (Standort)       | Sogenannte Mühlbauernkapelle               | nachbarocker Bau mit Putzgliederung und Scharschindeldach, im Inneren bezeichnet mit dem Jahr 1821; südlich von Brander Straße 23 | D-1-89-140-92  | BW                  |
| Neustadl 4 (Standort)                           | Bauernhaus                                 | verputzter Massivbau, an Firstpfette und Rundbogenportal bezeichnet mit dem Jahr 1807 | D-1-89-140-93  | BW                  |
| Neustadl 9 (Standort)                           | Ehemaliges Bauernhaus                      | stattlicher verputzter Massivbau mit Salzburger Schopfwalmdach, im Kern erstes Viertel 19. Jahrhundert, 1907 überarbeitet und bemalt | D-1-89-140-94  | BW                  |
| Neustadl 13 (Standort)                          | Ehemaliges Bauernhaus                      | mit bemalten Pfettenköpfen, Firstpfette bezeichnet mit dem Jahr 1795, Türgewände bezeichnet mit dem Jahr 1778 | D-1-89-140-95  | BW                  |
| Obereben 2 (Standort)                           | Bauernhaus                                 | zweigeschossiger Flachsatteldachbau, zum Teil erneuert, Firstpfette bezeichnet mit dem Jahr 1822 | D-1-89-140-100 | BW                  |
| Ort 1 (Standort)                                | Hofkapelle                                 | sogenannte Ortnerkapelle, 18. Jahrhundert; mit Ausstattung | D-1-89-140-102 | BW                  |
| Point, Froschsee 16 (Standort)                  | Kleinbauernhaus                            | verputzter Massivbau mit Rundbogenportal und Salzburger Schopfwalmdach, Hochlaube und alten Fenstern, erstes Viertel 19. Jahrhundert | D-1-89-140-58  | BW                  |
| Ramsler 1 (Standort)                            | Bauernhaus                                 | verputzter Massivbau mit alten Fenstern und verbretterten Lauben, an der Firstpfette bezeichnet mit dem Jahr 1783 | D-1-89-140-103 | BW                  |
| Reiten, Froschsee 23 (Standort)                 | Bauernhaus                                 | Bauernhaus-Wohnteil, verputzter Massivbau mit bemalten Pfettenköpfen, alten Fenstern und Balusterlauben, zweite Hälfte 18. Jahrhundert | D-1-89-140-65  | BW                  |
| Reiten, Froschsee 24 (Standort)                 | Bauernhaus                                 | mit Blockbau-Obergeschoss und umlaufender Laube, Rotmarmorportal bezeichnet mit dem Jahr 1776, Dach aufgesteilt; zugehörig zweigeschossiger Getreidekasten, an der Firstpfette bezeichnet mit dem Jahr 1714; Backhäusl, an der Firstpfette bezeichnet mit dem Jahr 1783 | D-1-89-140-66  | BW                  |
| Röthelmoosalm (Standort)                        | Dandlalm                                   | Hintere Röthelmoosalm, sog. Dandlalm Hellenstall-Kaser, überkämmter Blockbau auf gemauertem Sockel, Sieben-Pfettendach, wohl erste Hälfte 18. Jahrhundert; Lauterbach-Kaser, gemauert mit Blockbaugiebel, an der Firstpfette bezeichnet mit dem Jahr 1818 | D-1-89-140-165 | BW                  |
| Röthelmoosalm (Standort)                        | Langerbaueralm                             | Vordere Röthelmoosalm, sog. Langerbaueralm Einheitliche Baugruppe mit vier großen, zweigeschossigen Almgebäuden, jeweils mit gemauertem Erdgeschoss (Reihenfolge von Süden): Weiß-Kaser, mit verschaltem Obergeschoss, an der Firstpfette bezeichnet mit dem Jahr 1914; Bäck- oder Bartl-Kaser, mit verschaltem Obergeschoss, an der Firstpfette bezeichnet mit dem Jahr 1922; Babl- oder Bichler-Kaser, mit überkämmten Blockbau-Obergeschoss, bezeichnet mit dem Jahr 1825; Ruhlander- oder Langerbauer-Kaser, mit verschaltem Obergeschoss, erbaut 1923. | D-1-89-140-164 | BW                  |
| Röthelmoosalm, Stuhlwand; Öfen (Standort)       | Röthelmoosklause                           | Triftklause, Wehranlage mit breiter Staumauer aus Tuffquadern und zwei Wasserdurchlässen, um 1750, darauf zwei ehemalige Betriebshäuschen in Blockbau mit Walmdächern | D-1-89-140-163 | BW                  |
| Schürzbichl, Froschsee 26 (Standort)            | Ehemaliges Bauernhaus                      | mit Blockbau-Obergeschoss (Giebelseite) und alter Hochlaube, an der Firstpfette bezeichnet mit dem Jahr 1773 | D-1-89-140-67  | BW                  |
| Schwaig 2; Schwaig 3 (Standort)                 | Zugehöriger Altbau                         | Bauernhaus mit Blockbau-Obergeschoss und bemalten Pfettenköpfen, Firstpfette bezeichnet mit dem Jahr 1720 | D-1-89-140-111 | BW                  |
| Schwaig 4 (Standort)                            | Bauernhaus                                 | verputzter zweigeschossiger Massivbau mit Putzgliederung und Salzburger Schopfwalmdach, erbaut 1843 | D-1-89-140-112 | BW                  |
| Seehaus, Rammelbach (Standort)                  | Kapelle                                    | sogenannte Seehauser Kapelle, Putzbau mit Scharschindeldach und Dachreiter, 1835; mit Ausstattung | D-1-89-140-113 | Kapelle             |
| Seehaus 1 (Standort)                            | Forstdiensthütte                           | stattlicher Bau im Heimatstil, Erdgeschoss massiv mit geböschten Eckpfeilern und Rotmarmorportal, Obergeschoss Blockbau mit umlaufender Laube und seitlichem Aufgang, erbaut 1930/1940 | D-1-89-140-153 | Forstdiensthütte    |
| Seetraun (Standort)                             | Seeklause Förchensee                       | Triftklause, Wehranlage aus Tuffquadermauern, durch darin eingelassene Inschrifttafel bezeichnet mit dem Jahr 1765/1766 | D-1-89-140-114 | weitere Bilder      |
| Simandlmaisalm (Standort)                       | Simandlmaisalm                             | Kaser, überkämmter Blockbau mit erneuertem Legschindeldach, an der Firstpfette bezeichnet mit dem Jahr 1792 | D-1-89-140-161 | BW                  |
| Stocking 3 (Standort)                           | Bauernhaus                                 | mit Blockbau-Obergeschoss und bemalten Pfettenköpfen, Firstpfette bezeichnet mit dem Jahr 1735 | D-1-89-140-116 | BW                  |
| Stockreit 4 (Standort)                          | Bauernhaus                                 | verputzter Massivbau mit Kniestock, an der Firstpfette bezeichnet mit dem Jahr 1863 | D-1-89-140-117 | BW                  |
| Stockreit 5 (Standort)                          | Bauernhaus                                 | verputzter Massivbau mit Rotmarmorportal, bezeichnet mit dem Jahr 1740 | D-1-89-140-118 | BW                  |
| Sulzen 1 (Standort)                             | Bauernhaus                                 | mit Giebel- und Hochlaube, Fassadenmalerei und bemalten Pfettenköpfen, angeblich erbaut 1769, um Mitte 19. Jahrhundert überformt | D-1-89-140-119 | BW                  |
| Thoraualm (Standort)                            | Thoraualm                                  | Unteregger-Kaser, überkämmter Blockbau mit Legschindeldach, an der Firstpfette bezeichnet mit dem Jahr 1756 | D-1-89-140-154 | BW                  |
| Unternbergalm (Standort)                        | Unternbergalm                              | Hinterpointner-Kaser, gemauert mit Blockbaugiebel, bezeichnet mit dem Jahr 1762 | D-1-89-140-162 | BW                  |
| Urschlau 1 (Standort)                           | Ehemaliges Bauernhaus                      | stattlicher Bau mit Blockbau-Obergeschoss, Balusterlauben und reicher Bemalung, Firstpfette bezeichnet mit dem Jahr 1755, Rotmarmorportal 1733, Chronogramm 1774 | D-1-89-140-121 | BW                  |
| Urschlau 2 (Standort)                           | Wohnteil des Bauernhauses                  | verputzter Massivbau mit reicher Bemalung, bezeichnet mit dem Jahr 1785 | D-1-89-140-122 | BW                  |
| Urschlau 3 (Standort)                           | Katholische Wallfahrtskapelle Maria Schnee | Saalbau mit leicht eingezogenem, dreiseitigem Chor und westlichem Dachreiter, erbaut 1630/31; mit Ausstattung | D-1-89-140-120 | BW                  |
| Wiesen 1 (Standort)                             | Ehemaliges Bauernhaus                      | mit reich bemalten Pfettenköpfen, Ende 18. Jahrhundert | D-1-89-140-138 | BW                  |
| Wiesen 3 (Standort)                             | Ehemaliges Bauernhaus                      | zweigeschossiger Massivbau mit profilierten Pfettenköpfen, erbaut 1847 | D-1-89-140-139 | BW                  |
| Zwickling 1 (Standort)                          | Bauernhaus                                 | mit Blockbau-Obergeschoss, verbretterter Giebellaube und Hochlaube, im Kern angeblich 1609, Türgerüst bezeichnet mit dem Jahr 1782 | D-1-89-140-146 | BW                  |
| Zwickling 3 (Standort)                          | Bauernhaus                                 | mit Blockbau-Obergeschoss, angeblich erbaut 1748 | D-1-89-140-147 | BW                  |

## Ehemalige Baudenkmäler
| Lage                                | Objekt                     | Beschreibung | Akten-Nr.      | Bild |
| ----------------------------------- | -------------------------- | --- | -------------- | ---- |
| Gründberg Gründberg-Nord (Standort) | Gründbergstube             | Forstdiensthütte, zweigeschossiger verputzter Massivbau im Heimatstil, mit geböschten Eckverstärkungen, Blockbaugiebel und breiter Hochlaube, erbaut 1923                    | D-1-89-140-156 | BW   |
| Gstatt 3 (Standort)                 | Bauernhaus                 | Bauernhaus mit verputztem Blockbau-Obergeschoss und bemalten Pfettenköpfen, Firstpfette bezeichnet mit dem Jahr 1702, reich ausgesägte Laubenbrüstungen Ende 19. Jahrhundert | D-1-89-140-77  | BW   |
| Waich Waich 6 (Standort)            | Ehemaliges Kleinbauernhaus | mit bemalten Pfettenköpfen, Firstpfette bezeichnet mit dem Jahr 1719 | D-1-89-140-129 | BW   |